# Commission nationale d'évaluation
Pour les articles homonymes, voir CNE.
La Commission nationale d'évaluation (CNE), créée par la loi du 30 décembre 1991, est chargée, en France, d’évaluer les résultats des recherches sur la gestion des déchets radioactifs de haute activité à vie longue.

## Missions
Créée par loi du 30 décembre 1991, puis renouvelée par la loi du 28 juin 2006, cette commission a pour mission d’évaluer les résultats des recherches sur la gestion des déchets radioactifs de haute activité à vie longue selon les trois axes prescrits par la loi.
Elle établit chaque année un rapport faisant état de l'avancement des recherches sur la gestion des déchets radioactifs à haute activité et à vie longue et des travaux qui sont menés simultanément pour : 
- la recherche de solutions permettant la séparation et la transmutation des éléments radioactifs à vie longue présents dans ces déchets;
- l'étude des possibilités de stockage réversible ou irréversible dans les formations géologiques profondes, notamment grâce à la réalisation de laboratoires souterrains;
- l'étude de procédés de conditionnement et d'entreposage de longue durée en surface de ces déchets.

Ce rapport fait également état des recherches et des réalisations effectuées à l'étranger.
Dans sa première forme (dite CNE1), la commission devait également établir après quinze ans un rapport global d'évaluation de ces recherches accompagné d'un projet de loi autorisant, le cas échéant, la création d'un centre de stockage des déchets radioactifs à haute activité et à vie longue et fixant le régime des servitudes et des sujétions afférentes à ce centre. À la suite de ce rapport, les missions de cette commission (à présent dite CNE2) ont été reconduites avec la loi n° 2006-739 du 28/06/06  relative à la gestion durable des matières et déchets radioactifs.

## Les rapports
11 rapports annuels ont été établis de 1991 à 2005 par la CNE1. Le rapport global qui devait être établi au plus tard 15 ans après la promulgation de la loi de 1991 a été publié en 2006.
Depuis 2007, la CNE2 produit un rapport chaque année.

## Organisation administrative
La commission nationale d'évaluation est composée de
- six personnalités qualifiées, dont au moins deux experts internationaux, désignées, à parité, par l'Assemblée nationale et par le Sénat, sur proposition de l'Office parlementaire d'évaluation des choix scientifiques et technologiques;
- deux personnalités qualifiées désignées par le gouvernement, sur proposition de l'Académie des sciences morales et politiques;
- quatre experts scientifiques (dont au moins un expert international) désignés par le gouvernement, sur proposition de l'Académie des sciences.

Depuis 2020, elle est présidée par Gilles Pijaudier-Cabot, professeur de génie civil à l'Université de Pau et des pays de l'Adour.